# Квинкунс (монета)
Квинкунсът е древноримска бронзова монета, създадена по времето на Римската република през 211-200 пр.н.е., чиято стойност била 5/12-и от ас, римската стандартна бронзова монета. Върху римските квинкунс монети, стойността понякога била индикирана от 5 точки. Но не винаги тези точки били подредени в квинкунс подредба.